# پاناگار
پاناگار (به انگلیسی: Panagar) یک منطقهٔ مسکونی در هند است که در بخش جبالپور واقع شده‌است. پاناگار ۲۵٬۱۴۳ نفر جمعیت دارد و ۳۷۷ متر بالاتر از سطح دریا واقع شده‌است.